# La Neuville-sur-Oudeuil

La Neuville-sur-Oudeuil este o comună în departamentul Oise, Franța. În 1 ianuarie 2022 avea o populație de 304 de locuitori.